# Elena (Bulgária)
Elena (búlgaro: Елена) é uma cidade da Bulgária, localizada no distrito de Veliko Tarnovo. A sua população era de 5 665 habitantes segundo o censo de 2010.

## População
| Elena (cidade) | Elena (cidade) | Elena (cidade) | Elena (cidade) | Elena (cidade) | Elena (cidade) | Elena (cidade) | Elena (cidade) | Elena (cidade) | Elena (cidade) | Elena (cidade) | Elena (cidade) | Elena (cidade) | Elena (cidade) | Elena (cidade) | Elena (cidade) | Elena (cidade) | Elena (cidade) | Elena (cidade) | Elena (cidade) |
| --- | -------------- | -------------- | -------------- | -------------- | -------------- | -------------- | -------------- | -------------- | -------------- | -------------- | -------------- | -------------- | -------------- | -------------- | -------------- | -------------- | -------------- | -------------- | -------------- |
| Ano | 1887           | 1910           | 1934           | 1946           | 1956           | 1965           | 1975           | 1985           | 1992           | 2001           | 2002           | 2003           | 2004           | 2005           | 2006           | 2007           | 2008           | 2009           | 2010           |
| População |                |                |                | 2,658          | 4,071          | 5,037          | 6,992          | 7,628          | 7,226          | 6,449          | 6,412          | 6,228          | 6,134          | 6,044          | 5,951          | 5,882          | 5,814          | 5,744          | 5,665          |
| Fontes: Instituto Nacional de Estatísticas, „citypopulation.de“, „pop-stat.mashke.org“, Bulgarian Academy of Sciences |                |                |                |                |                |                |                |                |                |                |                |                |                |                |                |                |                |                |                |